# Seznam poslancev Narodne skupščine Kraljevine SHS, izvoljenih leta 1923 v Ljubljanski in Mariborski oblasti
Seznam slovenskih poslancev zajema poslance, ki so bili 18. marca 1923 izvoljeni v Narodno skupščino Kraljevine SHS. 
| Ime                    | Stranka                                 | poklic                             |
| ---------------------- | --------------------------------------- | ---------------------------------- |
| Andrej Bedjanič        | Slovenska ljudska stranka               | župan in posestnik                 |
| Janez Brodar           | Slovenska ljudska stranka               | posestnik                          |
| Štefan Čižmešija       | Hrvatska republikanska seljačka stranka | posestnik                          |
| Štefan Falež           | Slovenska ljudska stranka               | posestnik                          |
| Josip Gostinčar        | Slovenska ljudska stranka               | posestnik in narodni poslanec      |
| Josip Hohnjec          | Slovenska ljudska stranka               | profesor in narodni poslanec       |
| Djuro Horvat           | Hrvatska republikanska seljačka stranka | posestnik                          |
| Jožef Klekl            | Slovenska ljudska stranka               | narodni poslanec                   |
| Anton Korošec          | Slovenska ljudska stranka               | narodni poslanec                   |
| Davorin Kranjc         | Slovenska ljudska stranka               | posestnik in narodni poslanec      |
| Franc Kremžar          | Slovenska ljudska stranka               | urednik                            |
| Jurij Kugovnik         | Slovenska ljudska stranka               | posestnik in kovač                 |
| Franc Kulovec          | Slovenska ljudska stranka               | profesor in tajnik                 |
| Josip Nemanič          | Slovenska ljudska stranka               | posestnik                          |
| Ivan Pucelj            | Samostojna kmetijska stranka            | minister na razpolago in posestnik |
| Vladimir Pušenjak      | Slovenska ljudska stranka               | narodni poslanec                   |
| Josip Reisner          | Jugoslovanska demokratska stranka       | profesor                           |
| Franc Schauer          | Nemška lista                            | glavni urednik Zillier Zeitung     |
| Janez (Ivan) Stanovnik | Slovenska ljudska stranka               | posestnik                          |
| Janez Strcin (Stercin) | Slovenska ljudska stranka               | posestnik in župan                 |
| Anton Sušnik           | Slovenska ljudska stranka               | profesor                           |
| Geza Šiftar            | Slovenska ljudska stranka               | posestnik in bivši uradnik         |
| Karol Škulj            | Slovenska ljudska stranka               | župnik                             |
| Ivan Vesenjak          | Slovenska ljudska stranka               | profesor                           |
| Jakob Vrečko           | Slovenska ljudska stranka               | posestnik                          |
| Franjo Žabot           | Slovenska ljudska stranka               | narodni poslanec                   |